# Sipos Hajnalka
Sipos Hajnalka (Szentendre, 1972. október 11. –) válogatott labdarúgó, kapus, sportfotóriporter.

## Pályafutása

### A válogatottban
2004 és 2006 között hét alkalommal szerepelt a válogatottban.

## Sikerei, díjai
- Magyar bajnokság
  - 2.: 2001–02, 2002–03, 2005–06, 2008–09
  - 3.: 2003–04, 2006–07
- Magyar kupa
  - győztes: 2003, 2004, 2006
  - döntős: 2005

## Statisztika

### Mérkőzései a válogatottban
| Magyarország | Magyarország      | Magyarország                     | Magyarország | Magyarország | Magyarország  | Magyarország | Magyarország | Magyarország |
| #            | Dátum             | Helyszín                         | Hazai        | Eredmény     | Vendég        | Kiírás       | Gólok        | Esemény      |
| ------------ | ----------------- | -------------------------------- | ------------ | ------------ | ------------- | ------------ | ------------ | ------------ |
| 1.           | 2004. április 2.  | Lendva                           | Szlovénia    | 2 – 2        | Magyarország  | barátságos   | -            | 55'          |
| 2.           | 2004. április 4.  | Szombathely, Király-sportcentrum | Magyarország | 4 – 1        | Szlovénia     | barátságos   | -            | 80'          |
| 3.           | 2004. május 1.    | Dunaújváros                      | Magyarország | 2 – 2        | Lengyelország | Eb-selejtező | -            |              |
| 4.           | 2005. március 19. | Tapolca                          | Magyarország | 0 – 4        | Lengyelország | barátságos   | -            |              |
| 5.           | 2005. április 13. | Győr, Integral-DAC pálya         | Magyarország | 2 – 0        | Szlovákia     | barátságos   | -            |              |
| 6.           | 2005. május 24.   | Zalaegerszeg                     | Magyarország | 2 – 0        | Szlovénia     | barátságos   | -            | 46'          |
| 7.           | 2006. március 7.  | Szenc                            | Szlovákia    | 3 – 2        | Magyarország  | barátságos   | -            |              |
|              | Összesen          |                                  |              | 7            | mérkőzés      |              | 0            | gól          |